# エドガー・サンジエ

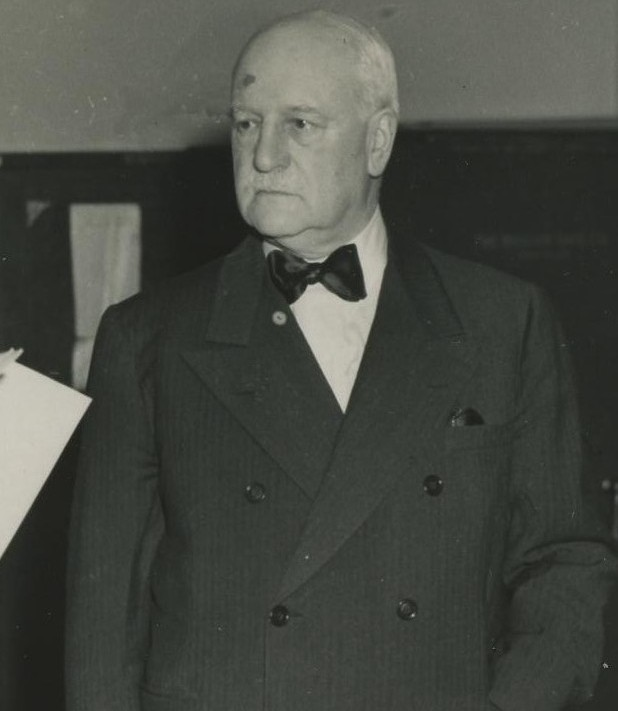
エドガー・サンジエ（1879～1963年）

エドガー・サンジエ（フランス語: Edgar Eduard Bernard Sengier、1879年10月9日 - 1963年7月26日）またはエドガール・サンジエは、ベルギーの鉱山技師で、第二次世界大戦中にベルギー領コンゴで操業していたユニオン・ミニエール鉱山会社の取締役であった。マンハッタン計画およびその後の原子爆弾開発に必要なウランの多くをこの会社からアメリカ政府に提供した。

## 生涯
エドガール・サンジエはベルギーのフランデレン地域ウェスト＝フランデレン州コルトレイクに生まれた。サンジエは、1903年にルーヴェン・カトリック大学を鉱山技師として卒業し、1911年にベルギー領コンゴのカタンガ州で銅鉱山の開発を開始していたミニエール・デュ・オー・カタンガ連合 (UMHK) に参加した。
第二次世界大戦中、米国で原子爆弾制作のマンハッタン計画が始まると、それに必要なウラン鉱石の多くをアメリカ政府に提供した。その多くは敵の手に渡ることを防ぐためにウラン鉱石を備蓄するという先見の明があって、すでにニューヨーク州スタテン島の倉庫に保管していた。
こうした行動により1946年、彼は米国籍以外の人としては初めて、アメリカ合衆国から「功労勲章」を授与された。

## 各国からの功労賞
アメリカ合衆国、連合王国、その他の連合国諸国から功労賞を貰っている。

## 参照項目
- マンハッタン計画用ウラン鉱石

## 参考
1. ↑  The overlooked achievements of Charles Pecher and Edgar Sengier:“I have been waiting a long time for your visit” (American Institute of Physics, 2019)